# Elena Anguissola
Elena Anguissola (ur. ok. 1532, 1533 w Cremonie, zm. 1584 w Mantui) – włoska zakonnica i malarka epoki renesansu.

## Życiorys
Pochodziła z arystokratycznego rodu i podobnie, jak jej liczne rodzeństwo posiadała uzdolnienia artystyczne. W latach 1546–1549 uczyła się wraz ze swoją siostrą, Sofonisbą w pracowni Bernardina Campi. Po wyjeździe swojego dotychczasowego nauczyciela do Mediolanu uczyła się z siostrą malarstwa (od 1549) u Bernardina Gattiego.
Elena Anguissola była córką, Amilcare Anguissola – patrycjusza, który pracował jako rysownik, amator. Jej matką była Bianca Ponzoni Anguissola. Siostry Anguissoli były też malarkami: Anna Maria Anguissola, Europa Anguissola, Lucia Anguissola, Minerva Anguissola i Sofonisba Anguissola.
Niewiele wiemy o jej życiu. Prawdopodobnie namalowała niewiele dzieł, ponieważ większą część życia spędziła w klasztorze. Kiedy rodzinę Anguissola odwiedził włoski malarz, Giorgio Vasari w 1566 Anguissola przebywała już w klasztorze San Vincenzo w Mantui. Zostało to potwierdzone w 1572. Kiedy oficjalnie pokazano światu jej pierwszy obraz, jeszcze żyła. Nic nie wiadomo o jej pracach malarskich.

## Rodzeństwo[2]
- Sofonisba Anguissola (1532-1625),
∞ maj 1573, Fabrizio Moncada (1535-1579), Madryt, Hiszpania;
∞ 17 grudnia 1579, Orazio Lomellini (1547), Piza, Toskania, Włochy;
- Europa Anguissola (1536);
∞ 1568, Carlo Schinchinelli, Cremona, Lombardia, Włochy;
- Lucia Anguissola (1538-1565);
- Minerva Anguissola (1539-1566);
- Asdrubale Anguissola (1551-1623);
- Anna Maria Anguissola (1555-1611);
∞ 1574, Giacomo Sommi.

## Galeria (obrazy należące do rodzinny Anguissola – wybrane)

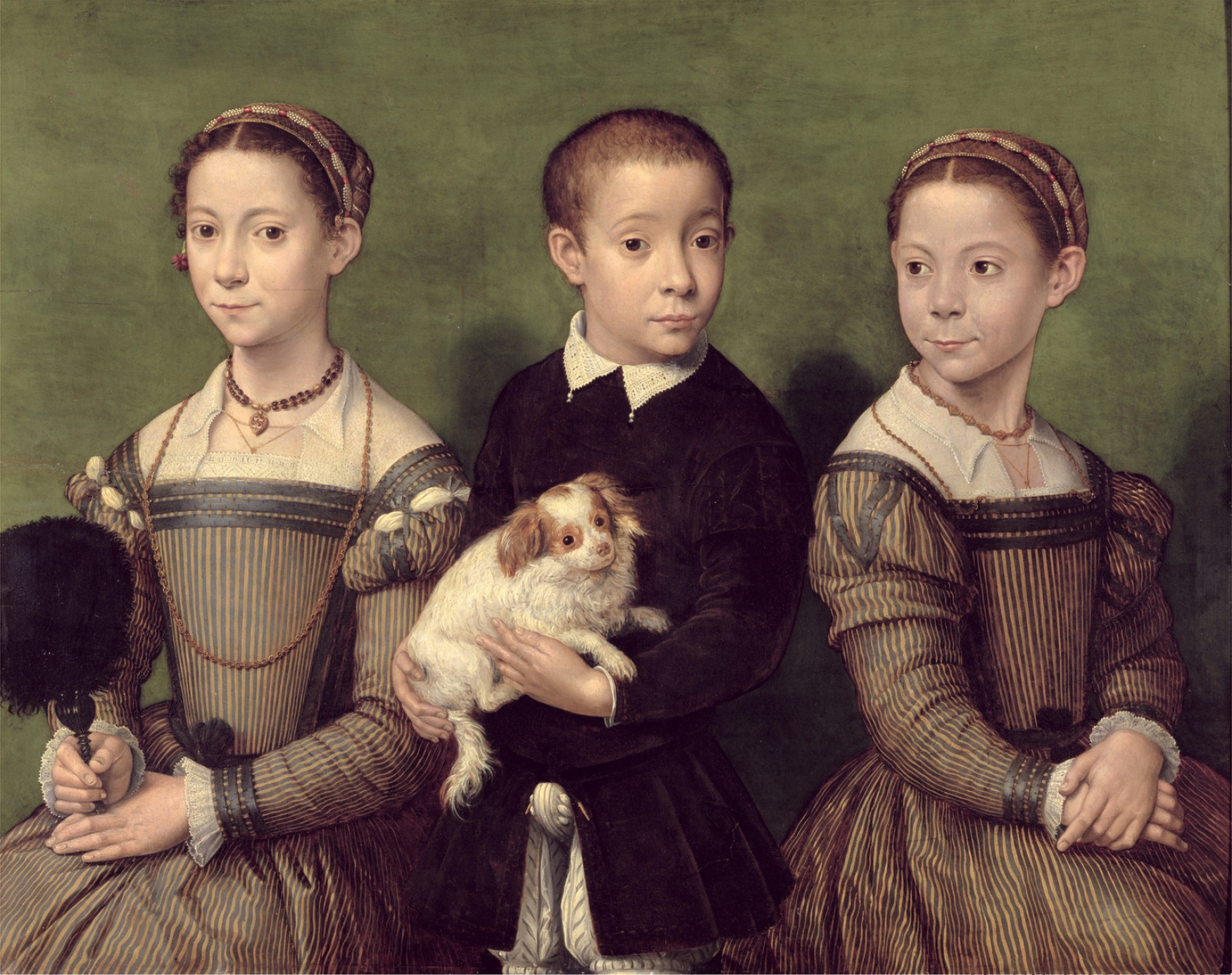
Sofonisba Anguissola: Europa, Asdrubale i Anna Maria Anguissola (1563)
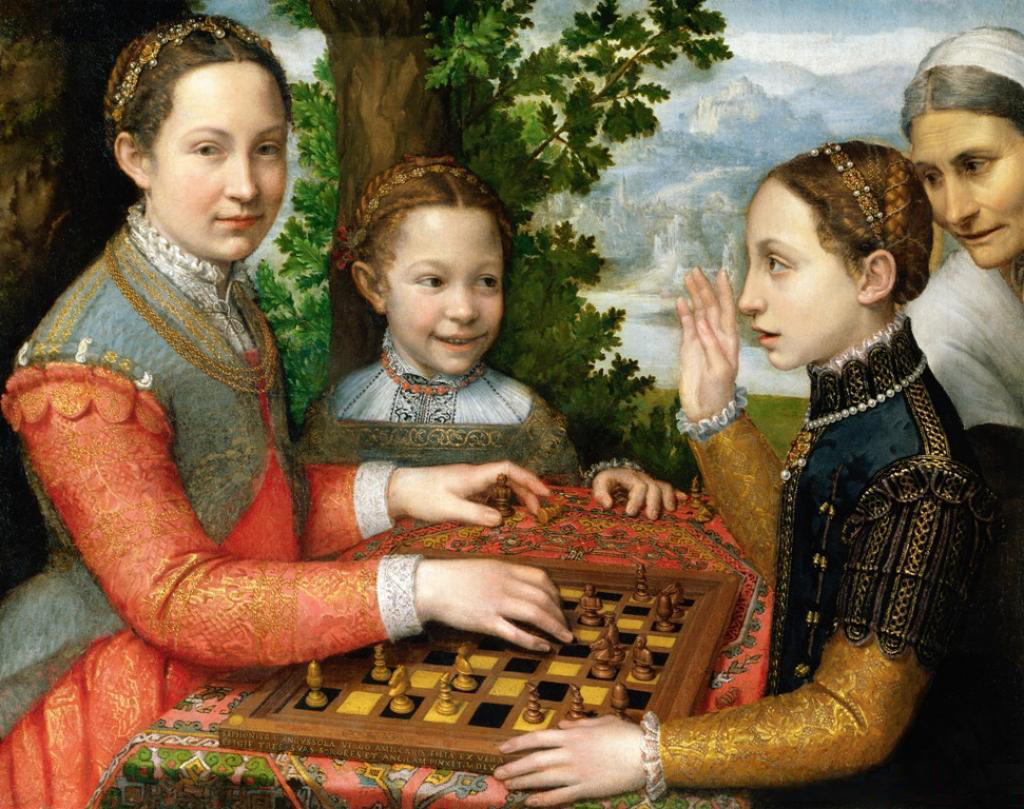
Sofonisba Anguissola, Lucia, Minerva i Europa grają w szachy (1555), Galeria Malarstwa i Rzeźby Muzeum Narodowego w Poznaniu
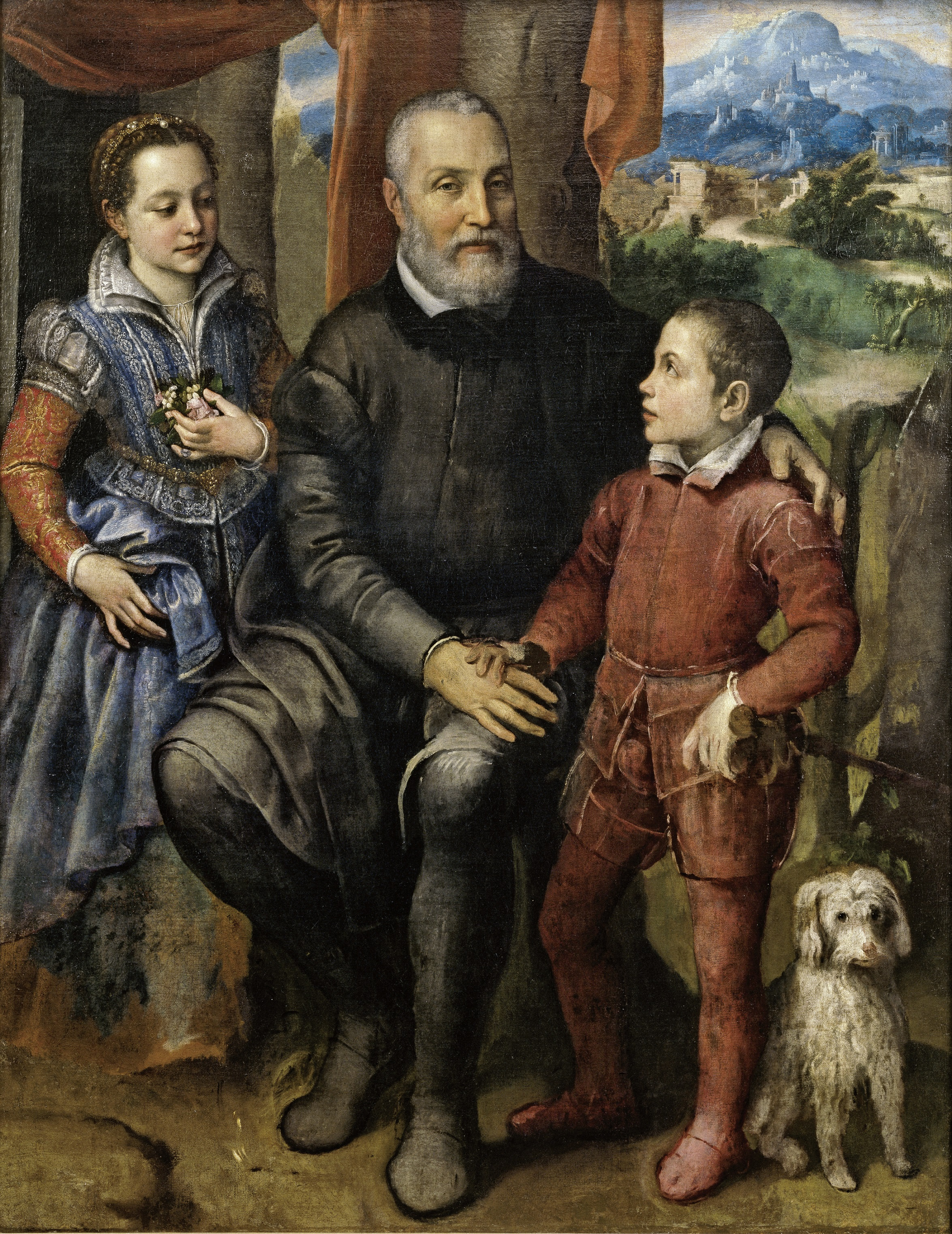
Sofonisba Anguissola, Amilcare Anguissola ze swoimi dziećmi: Minervą i Asdrubale
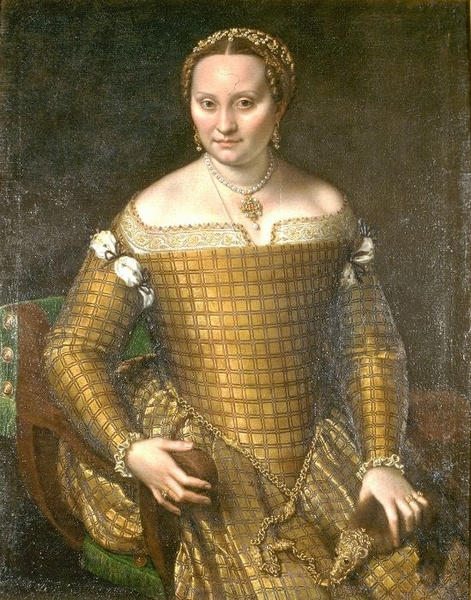
Sofonisba Anguissola, Obraz Bianci Ponzoni Anguissola (1557)
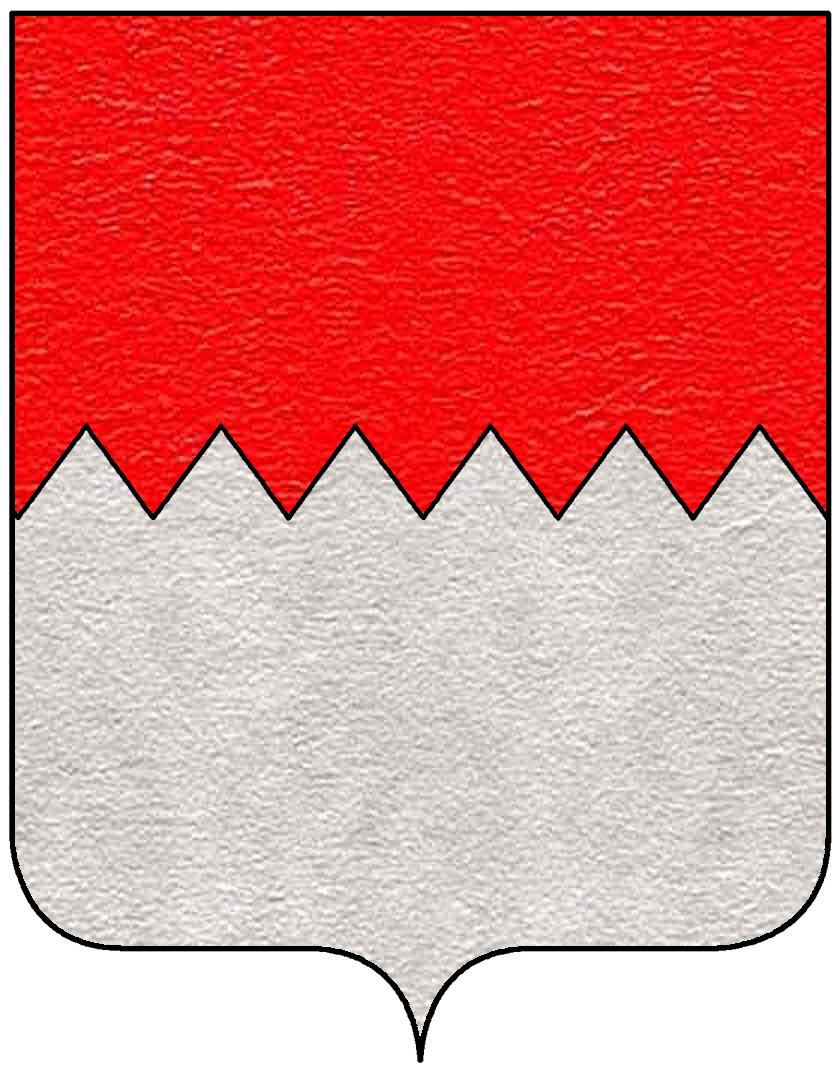
Herb rodziny Anguissola